# Напугай меня
«Напугай меня» (англ. Scare Me) — американский художественный фильм в жанре комедийного фильма ужасов, режиссёрский дебют Джоша Рубена. Главные роли в нём сыграли сам Рубен и Ая Кэш. Премьера состоялась в 2020 году, картина была высоко оценена критиками.

## Сюжет
Герои фильма — несостоявшийся копирайтер, молодой автор хорроров и разносчик пиццы, которые оказались в домике в лесу во время непогоды. Чтобы скоротать время, они рассказывают друг другу страшные истории, и постепенно между ними растёт напряжение.

## В ролях
- Джош Рубен — Фред
- Ая Кэш — Фанни
- Крис Редд — Карло, доставщик пиццы
- Ребекка Дрисдейл — Беттина, таксист

## Релиз и оценки
Премьера фильма состоялась в январе 2020 года на фестивале Сандэнс. Права на его показ купил видеостриминговый сервис Shudder. Цифровая премьера состоялась 1 октября 2020 года.
Фильм был высоко оценён критиками. На сайте-агрегаторе рецензий Rotten Tomatoes его рейтинг составил 82 %. Критики с этого сайта охарактеризовали картину как «умную, хорошо сыгранную и в меру пугающую», использующую обычный антураж фильмов ужасов для деконструкции жанра. Джеффри Чжан из Strange Harbors похвалил фильм, признав, что «благодаря освещению, работе камеры и потрясающему звуковому оформлению „Напугай меня“ превращает простой разговор в весёлую игру в жанре хоррор».